# Fosse de Milwaukee
Pour les articles homonymes, voir Milwaukee (homonymie).
| \| Localisation sur la carte d'Amérique centrale et Caraïbes · fosse de Milwaukee \| Localisation sur la carte d'Amérique centrale et Caraïbes fosse de Milwaukee. |
| Localisation sur la carte d'Amérique centrale et Caraïbes · fosse de Milwaukee                                                                                     |

La fosse de Milwaukee est la partie la plus profonde de l'océan Atlantique, avec une profondeur maximale de 8 376 mètres. Elle fait partie de la fosse de Porto Rico et se trouve à 135 kilomètres au nord de l'île de Porto Rico. Cet endroit du fond marin tire son nom de l'USS Milwaukee, un croiseur de l'United States Navy, qui a découvert l'existence de la fosse le 14 février 1939.

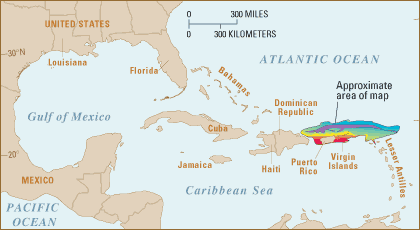
Carte de localisation de la fosse de Porto Rico (USGS).
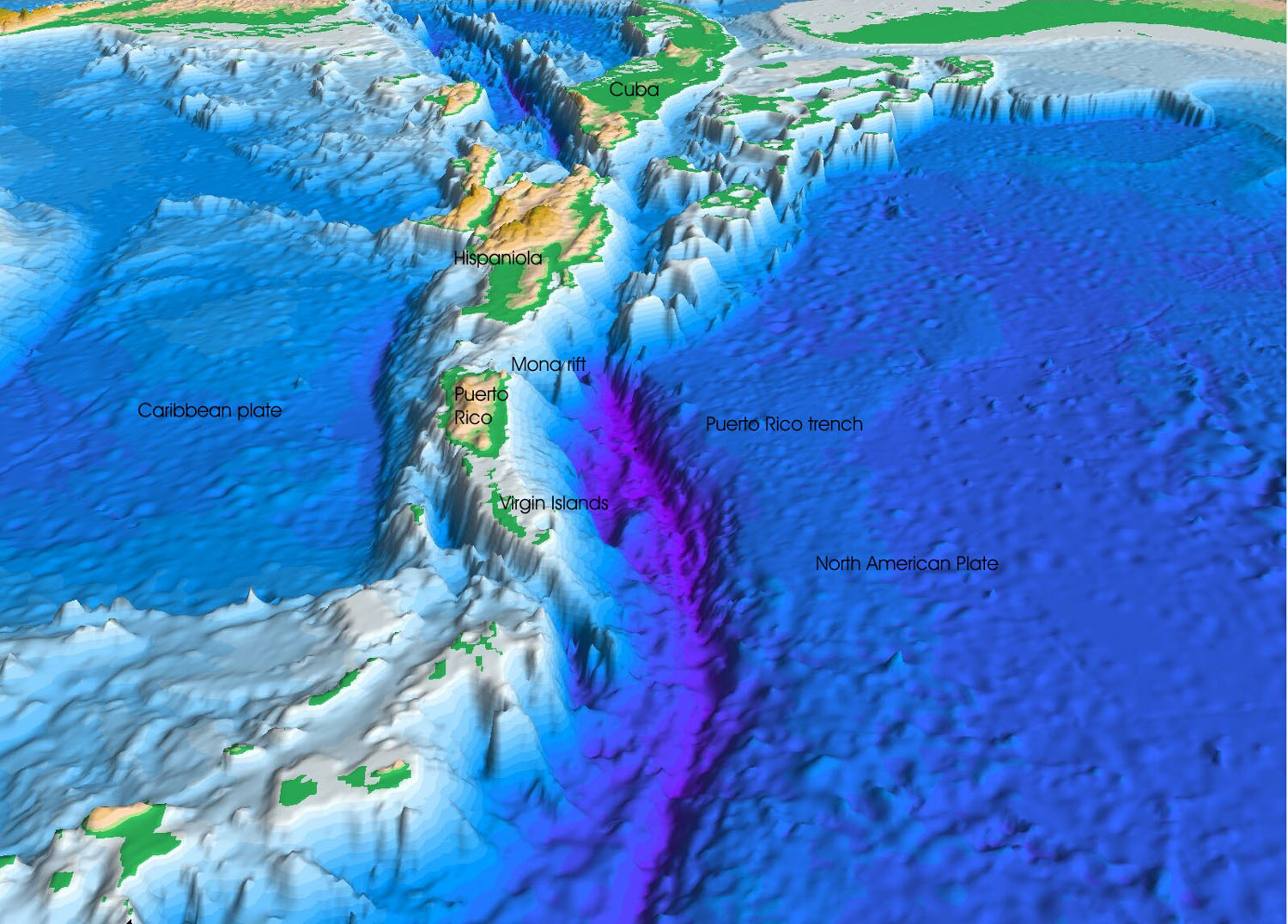
Vue en perspective du plancher océanique de l'océan Atlantique et de la mer des Caraïbes. Les Petites Antilles sont en bas à gauche et la Floride en haut à droite. Le fond de mer violet au centre est la fosse de Porto Rico.

## Plongées

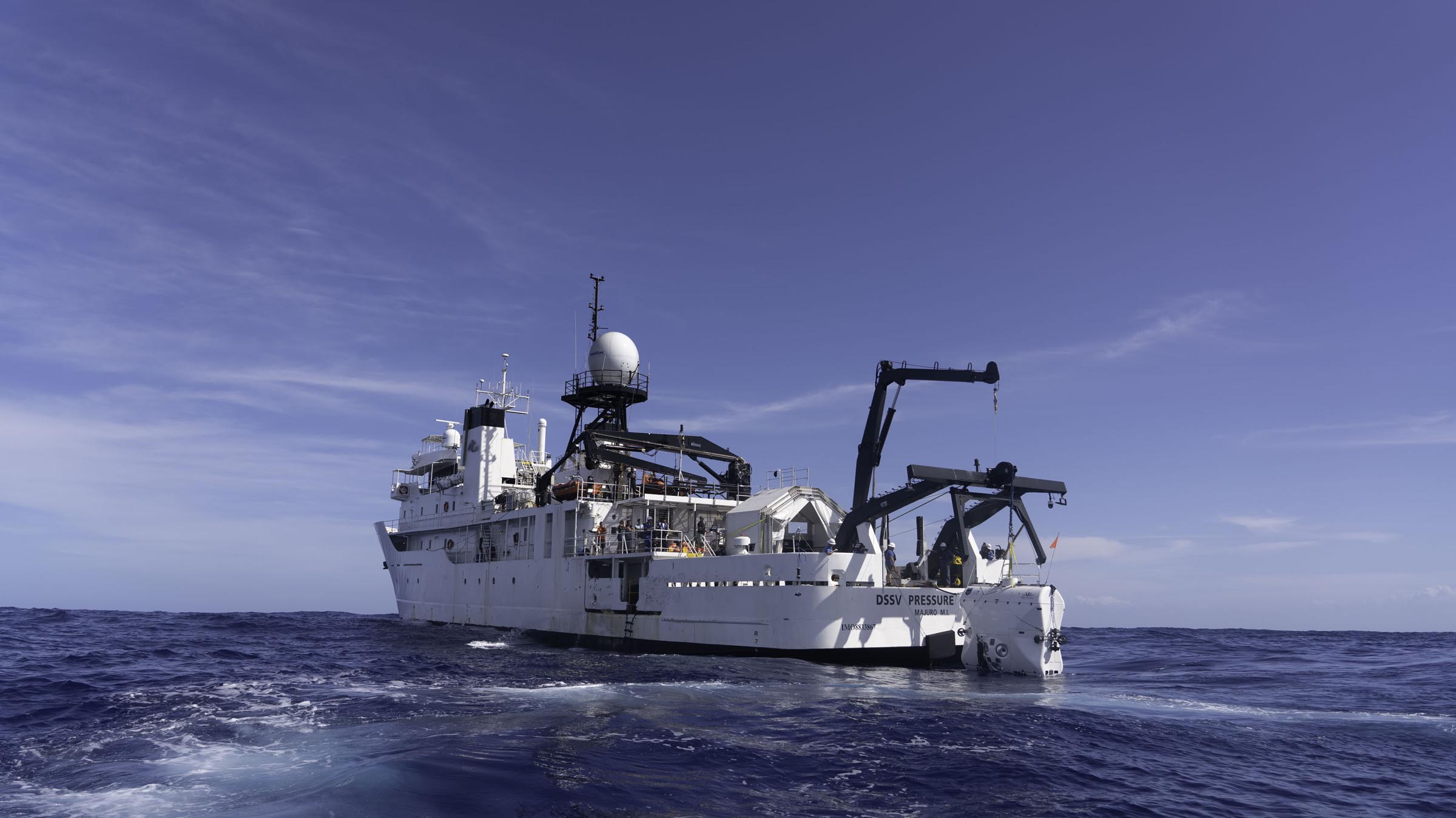
Le navire d'assistance DSSV Pressure Drop avec le submersible DSV Limiting Factor à la poupe.

En 1964, le bathyscaphe français Archimède a exploré la fosse de Porto Rico jusqu'à environ 8 300 m de fond, sans atteindre son point le plus bas .
Le 21 décembre 2018 Victor Vescovo a effectué la première descente au point le plus bas de la fosse à bord du submersible DSV Limiting Factor (un modèle de Triton Submarines (en)) et a mesuré une profondeur de 8 376 m avec une sonde CTD. Cela a fait du Limiting Factor le plus profond submersible opérationnel à cette date,.